# Zwemmen op de Olympische Zomerspelen 1928

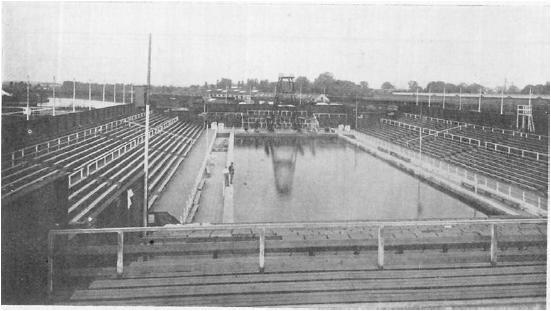
Het Olympisch Zwemstadion

Zwemmen is een van de sporten die beoefend werden tijdens de Olympische Zomerspelen 1928 in Amsterdam.

## Heren

### 100 m vrije slag
| rang   | sporter            | land | tijd    |
| ------ | ------------------ | ---- | ------- |
| Goud   | Johnny Weissmuller | USA  | OR 58.6 |
| Zilver | István Bárány      | HUN  | 59.8    |
| Brons  | Katsuo Takaishi    | JPN  | 1:00.0  |
| 4      | George Kojac       | USA  | 1:00.8  |
| 5      | Walter Laufer      | USA  | 1:01.0  |
| 6      | Walter Spence      | CAN  | 1:01.4  |
| 7      | Alberto Zorrilla   | ARG  | 1:01.6  |

### 400 m vrije slag
| rang   | sporter          | land | tijd      |
| ------ | ---------------- | ---- | --------- |
| Goud   | Alberto Zorrilla | ARG  | OR 5:01.6 |
| Zilver | Boy Charlton     | AUS  | 5:03.6    |
| Brons  | Arne Borg        | SWE  | 5:04.6    |
| 4      | Buster Crabbe    | USA  | 5:05.4    |
| 5      | Austin Clapp     | USA  | 5:16.0    |
| 6      | Raymond Ruddy    | USA  | 5:25.0    |

### 1500 m vrije slag
| rang   | sporter          | land | tijd       |
| ------ | ---------------- | ---- | ---------- |
| Goud   | Arne Borg        | SWE  | OR 19:51.8 |
| Zilver | Boy Charlton     | AUS  | 20:02.6    |
| Brons  | Buster Crabbe    | USA  | 20:28.8    |
| 4      | Raymond Ruddy    | USA  | 21:05.0    |
| 5      | Alberto Zorrilla | ARG  | 21:23.8    |
| 6      | Darnet Ault      | CAN  | 21:46.0    |

### 100 m rugslag
| rang   | sporter       | land | tijd      |
| ------ | ------------- | ---- | --------- |
| Goud   | George Kojac  | USA  | WR 1:08.2 |
| Zilver | Walter Laufer | USA  | 1:10.0    |
| Brons  | Paul Wyatt    | USA  | 1:12.0    |
| 4      | Toshio Irie   | JPN  | 1:13.6    |
| 5      | Ernst Küppers | GER  | 1:13.8    |
| 6      | John Besford  | GBR  | 1:15.4    |

### 200 m schoolslag
| rang   | sporter           | land | tijd      |
| ------ | ----------------- | ---- | --------- |
| Goud   | Yoshiyuki Tsuruta | JPN  | WR 2:48.8 |
| Zilver | Erich Rademacher  | GER  | 2:50.6    |
| Brons  | Teofilo Yldefonso | PHI  | 2:56.4    |
| 4      | Erwin Sietas      | GER  | 2:56.6    |
| 5      | Eric Harling      | SWE  | 2:56.8    |
| 6      | Walter Spence     | CAN  | 2:57.2    |

### 4x200 m vrije slag
| rang   | sporters                                                                                     | land | tijd      |
| ------ | -------------------------------------------------------------------------------------------- | ---- | --------- |
| Goud   | Austin Clapp Walter Laufer George Kojac Johnny Weissmuller Paul Samson David Young           | USA  | WR 9:36.2 |
| Zilver | Hiroshi Yoneyama Nobuo Arai Tokuhei Sada Katsuo Takaishi Kazuo Noda                          | JPN  | 9:41.4    |
| Brons  | Munroe Bourne James Thompson Garnet Ault Walter Spence                                       | CAN  | 09:47.8   |
| 4      | András Wanié Rezső Wanié Géza Szigritz Tarródy István Bárány                                 | HUN  | 09:57.0   |
| 5      | Aulo Gustafsson Sven Pettersson Eskil Lundahl Arne Borg                                      | SWE  | 10:01.8   |
| 6      | Reginald Sutton Joseph Whiteside Edward Percival Peter Albert Dicken                         | GBR  | 10:15.8   |
| 7      | José Gónzalez Espuglas Estanislao Artal Garriga Ramón Artigas Rigual Francisco Segala Torres | ESP  |           |

## Dames

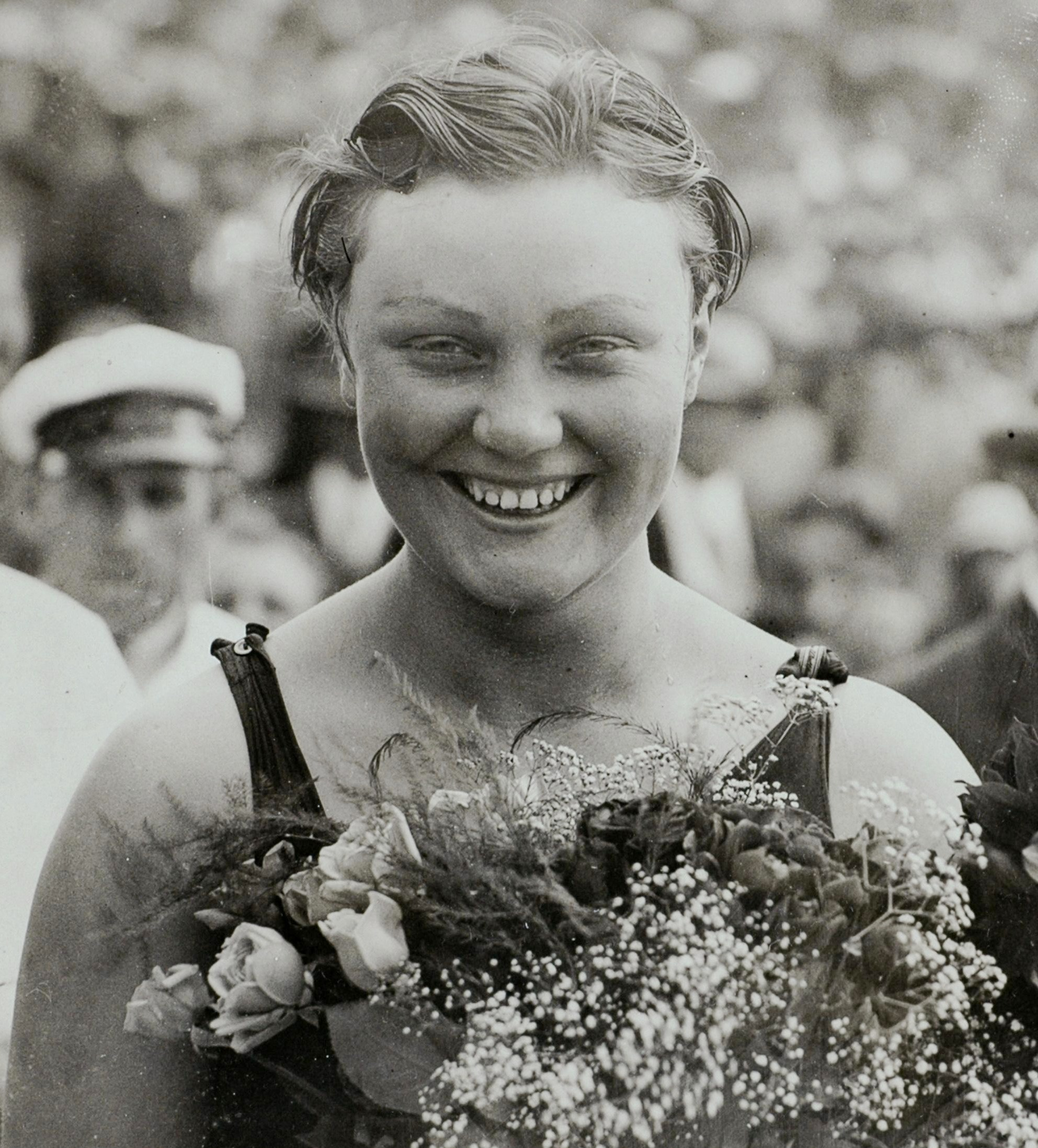
Hilde Schrader na haar winst op de 200 m schoolslag

### 100 m vrije slag
| rang   | sporter           | land | tijd      |
| ------ | ----------------- | ---- | --------- |
| Goud   | Albina Osipowich  | USA  | WR 1:11.0 |
| Zilver | Eleanor Garatti   | USA  | 1:11.4    |
| Brons  | Joyce Cooper      | GBR  | 1:13.6    |
| 4      | Jean McDowell     | GBR  | 1:13.8    |
| 5      | Susan Laird       | USA  | 1:14.6    |
| 6      | Charlotte Lehmann | GER  | 1:15.2    |

### 400 m vrije slag
| rang   | sporter                | land | tijd      |
| ------ | ---------------------- | ---- | --------- |
| Goud   | Martha Norelius        | USA  | WR 5:42.8 |
| Zilver | Marie Braun            | NED  | 5:57.8    |
| Brons  | Josephine McKim        | USA  | 6:00.2    |
| 4      | Sarah Stewart          | GBR  | 6:07.0    |
| 5      | Frederica van der Goes | RSA  | 6:07.2    |
| 6      | Irene Tanner           | GBR  | 6:11.6    |

### 100 m rugslag
| rang   | sporter            | land | tijd   |
| ------ | ------------------ | ---- | ------ |
| Goud   | Marie Braun        | NED  | 1:22.0 |
| Zilver | Ellen King         | GBR  | 1:22.2 |
| Brons  | Joyce Cooper       | GBR  | 1:22.8 |
| 4      | Marion Gilman      | USA  | 1:24.2 |
| 5      | Eleanor Holm       | USA  | 1:24.4 |
| 5      | Lisa Lindstrom     | USA  | 1:24.4 |
| 7      | Elizabeth Stockley | NZL  | 1:25.8 |

Marie Braun zwom een WR in de series, tijd 1:21.6 min.

### 200 m schoolslag
| rang   | sporter          | land | tijd   |
| ------ | ---------------- | ---- | ------ |
| Goud   | Hilde Schrader   | GER  | 3:12.6 |
| Zilver | Marie Baron      | NED  | 3:15.2 |
| Brons  | Lotte Mühe       | GER  | 3:17.6 |
| 4      | Else Jacobsen    | DEN  | 3:19.0 |
| 5      | Margaret Hoffman | USA  | 3:19.2 |
| 6      | Brita Hazelius   | SWE  | 3:23.0 |

Hilde Schrader zwom een WR in de halve finales, tijd 3:11.2 min.

### 4x100 m vrije slag
| rang   | sporters                                                                                      | land | tijd      |
| ------ | --------------------------------------------------------------------------------------------- | ---- | --------- |
| Goud   | Adelaide Lambert Eleanor Garatti Albina Osipowich Martha Norelius Josephine McKim Susan Laird | USA  | WR 4:47.6 |
| Zilver | Joyce Cooper Sarah Stewart Irene Tanner Ellen King                                            | GBR  | 5:02.8    |
| Brons  | Kathleen Russell Rhoda Rennie Marie Bedford Frederica van der Goes                            | RSA  | 5:13.4    |
| 4      | Charlotte Lehmann Reni Erkens Herta Wunder Irnentraut Schneider                               | GER  | 5:14.4    |
| 5      | Bibienne Pellegry Anne Dupire Marguerite Ledoux Claire Horrent Georgette Roty                 | FRA  | 5:32.0    |
| —      | Eva Smits Truus Baumeister Rie Vierdag Marie Baron                                            | NED  | DQ        |

## Medaillespiegel
| rang   | land             | goud | zilver | brons | totaal |
| ------ | ---------------- | ---- | ------ | ----- | ------ |
| 1      | Verenigde Staten | 6    | 2      | 3     | 11     |
| 2      | Nederland        | 1    | 2      | 0     | 3      |
| 3      | Duitsland        | 1    | 1      | 1     | 3      |
| 3      | Japan            | 1    | 1      | 1     | 3      |
| 5      | Zweden           | 1    | 0      | 1     | 2      |
| 6      | Argentinië       | 1    | 0      | 0     | 1      |
| 7      | Groot-Brittannië | 0    | 2      | 2     | 4      |
| 8      | Australië        | 0    | 2      | 0     | 2      |
| 9      | Hongarije        | 0    | 1      | 0     | 1      |
| 10     | Canada           | 0    | 0      | 1     | 1      |
| 10     | Filipijnen       | 0    | 0      | 1     | 1      |
| 10     | Zuid-Afrika      | 0    | 0      | 1     | 1      |
| totaal | totaal           | 11   | 11     | 11    | 33     |